# 狼姓
狼姓，中国罕见姓氏，在河北尚义，山西长治、临汾，甘肃舟曲等地均有分布。

## 起源
清代陈廷炜撰《姓氏考略》注引《姓源韵谱》称“周成王封嬴姓孟增于皋狼，因氏。”按此说法，狼姓以邑为氏，系出嬴姓。皋狼在战国时期属赵国，在今山西省方山县南。

## 延伸阅读
[在维基数据编辑]
 《欽定古今圖書集成·明倫彙編·氏族典·狼姓部》，出自陈梦雷《古今圖書集成》